# 肩帶蝴蝶魚
肩帶蝴蝶魚，為輻鰭魚綱鱸形目蝴蝶魚科的其中一種。

## 分布
本魚分布於東太平洋區，包括加拉巴哥群島、墨西哥、宏都拉斯、薩爾瓦多、尼加拉瓜、哥斯大黎加、巴拿馬、祕魯、厄瓜多、哥倫比亞等海域。

## 深度
水深3至50公尺。

## 特徵
本魚呈方圓形，吻短，體淡灰色，頭部有一黑色條紋通過眼睛，身體有兩條黑色垂直條紋，第一條起自背鰭第一棘延伸至胸鰭基底，第二條在體後方，從背鰭軟條部延伸至臀鰭軟條部。腹鰭白色，背鰭、臀鰭黑色且具白邊，尾鰭呈黑白相間。背鰭硬棘12至13枚、背鰭軟條18至20枚；臀鰭硬棘3枚、臀鰭軟條15至17枚。體長可達25.5公分。

## 生態
本魚棲息在海岸附近的岩石區中，通常成小群活動。雜食性，以藻類與底棲無脊椎動物為食。

## 經濟利用
為觀賞性魚類，不供食用。